# Nisse Nyberg
Nisse Nyberg född Nils Bernhard Nyberg 23 januari 1917 i Delsbo död 24 mars 1991 i Delsbo, svensk musiker (dragspel).

## Filmografi
- 1950 – Rågens rike - musiker vid dansen